# Pine Mountain Lake (Kalifornija)
Pine Mountain Lake je naseljeno područje za statističke svrhe u američkoj saveznoj državi Kalifornija. Prema popisu stanovništva iz 2010. u njemu je živjelo 2.796 stanovnika.